# Syngonium meridense
Syngonium meridense är en kallaväxtart som beskrevs av George Sydney Bunting. Syngonium meridense ingår i släktet Syngonium och familjen kallaväxter. Inga underarter finns listade.